# Colombias naturregioner

Colombias naturregioner.

Colombia kan geografiskt delas in i sex tydliga naturregioner: Anderna som omfattar delar av bergskedjan Anderna inom Colombia, Västindien som omfattar regionen vid Karibiska havet, Stillahavsområdet som gränsar mot Stilla havet, Östliga slätten som är en del av grässtäppen Llanos på gränsen till Venezuela samt Amazonasområdet som är den del som omfattar Amazonas regnskog.

## Regionen Anderna
Anderna i Colombia kan indelas i fyra bergskedjor: Västkordiljäran (Cordillera Occidental), Centralkordiljäran (Cordillera Central), Östkordiljäran (Cordillera Oriental) och Perijábergen (längst i norr). I dalgångarna mellan dessa rinner Caucafloden och Magdalenafloden. 
Bergsområdet Anderna är den mest folkrika regionen av Colombia med de flesta av landets tätorter. Det var också där de mest betydande förcolumbianska boplatserna hittats, bortom det colombianska massivet i de sydvästra departementen Cauca och Nariño.
Klimatet och vegetationen i regionen varierar avsevärt beroende på höjd, men som regel kan regionen delas in i tierra caliente ("varm mark") i floddalarna och bassänger belägna under 1 000 meters höjd över havet; mer tempererade förhållanden i tierra temp ("tempererad mark") på 1 000 m till 2 000 m och tierra fría ("kall mark") på 2 000 m till 3 200 m). På terra fría finns den mest produktiva marken liksom majoriteten av befolkningen. Vidare de alpina områdena zona forestada ("skogszon") på 3 200 m till 3 900 m), páramos på 3 900 m till 4 600 m och tierra helada ("frusen mark") på 4 600 meters höjd över havet och uppåt.

## Den karibiska regionen
Den karibiska regionen omfattar 132 218 km² vid Karibiska havet. Regionen sträcker sig från Mexikanska Urabá i väster till Guajirahalvön i öster och inkluderar ett flertal av departementen – La Guajira, Bolívar, Atlántico, Cesar, Magdalena, Sucre, Córdoba, Santander och Antioquia.
Regionen genomkorsas av ett antal floder från det andinska höglandet till havet, inklusive Colombias största flod, Magdalenafloden. Eftersom området tidigt koloniserades av européerna, är den karibiska regionen också platsen för de historiska hamnstäderna Santa Marta och Cartagena. Den generellt låglänta och fuktiga regionen innefattar även bergsmassivet Sierra Nevada de Santa Marta och Guajiraöknen på Guajirahalvön.

## Stillahavsregionen
Stillahavsregionen ligger i väster, mellan Anderna och Stilla havet och täcker en yta av 83 170 km². Den sträcker sig från Mexikanska Urabá i norr till gränsen mot Ecuador i söder, och innefattar delar av departementen Nariño, Cauca, Valle de Cauca och Antioquia samt hela departementet Choco.
Denna region kännetecknas av hög luftfuktighet. Nederbördsmängderna är bland de största i världen, med ett genomsnitt av 4000 mm per år, med vissa områden som får så mycket som 12 000 mm per år. Den rikliga nederbörden bidrar till ett antal floder, däribland Atrato, San Juan-floden, Patiafloden, Baudofloden och Mirafloden. Befolkningen i regionen är främst afro-colombiansk, och ekonomin baseras på gruvdrift (guld och platina), timmer, fiske, boskapsskötsel och jordbruk (särskilt odling av borojo, banan och groblad). Buenaventura är Colombias största hamn.

## Den östliga slätten
Området omfattar större delarna av departementen Meta, Arauca, Casanare och Vichada. Regionen är rik på olja och lämpar sig för boskapsuppfödning. Den är glest befolkad.

## Amazonasområdet
Amazonasregionen är belägen i södra Colombia. Den består av departementen Caquetá, Guainía, Putumayo, Guaviare och Vaupés.

## Öarna
Öarna betraktas ibland som en sjätte region, som omfattar områdena utanför Colombias fastland. Den innefattar San Andrés och Providencia i Karibiska havet och öarna Malpelo och Gorgona i Stilla havet.